# 야샤르 에르칸
야샤르 에르칸(튀르키예어:  Yaşar Erkan, 1911년 4월 30일~1986년 5월 18일)은 튀르키예의 레슬링 선수이다. 1936년 하계 올림픽 그레코로만형 레슬링 페더급에서 우승하여, 튀르키예 최초로 올림픽 금메달을 획득하였다.

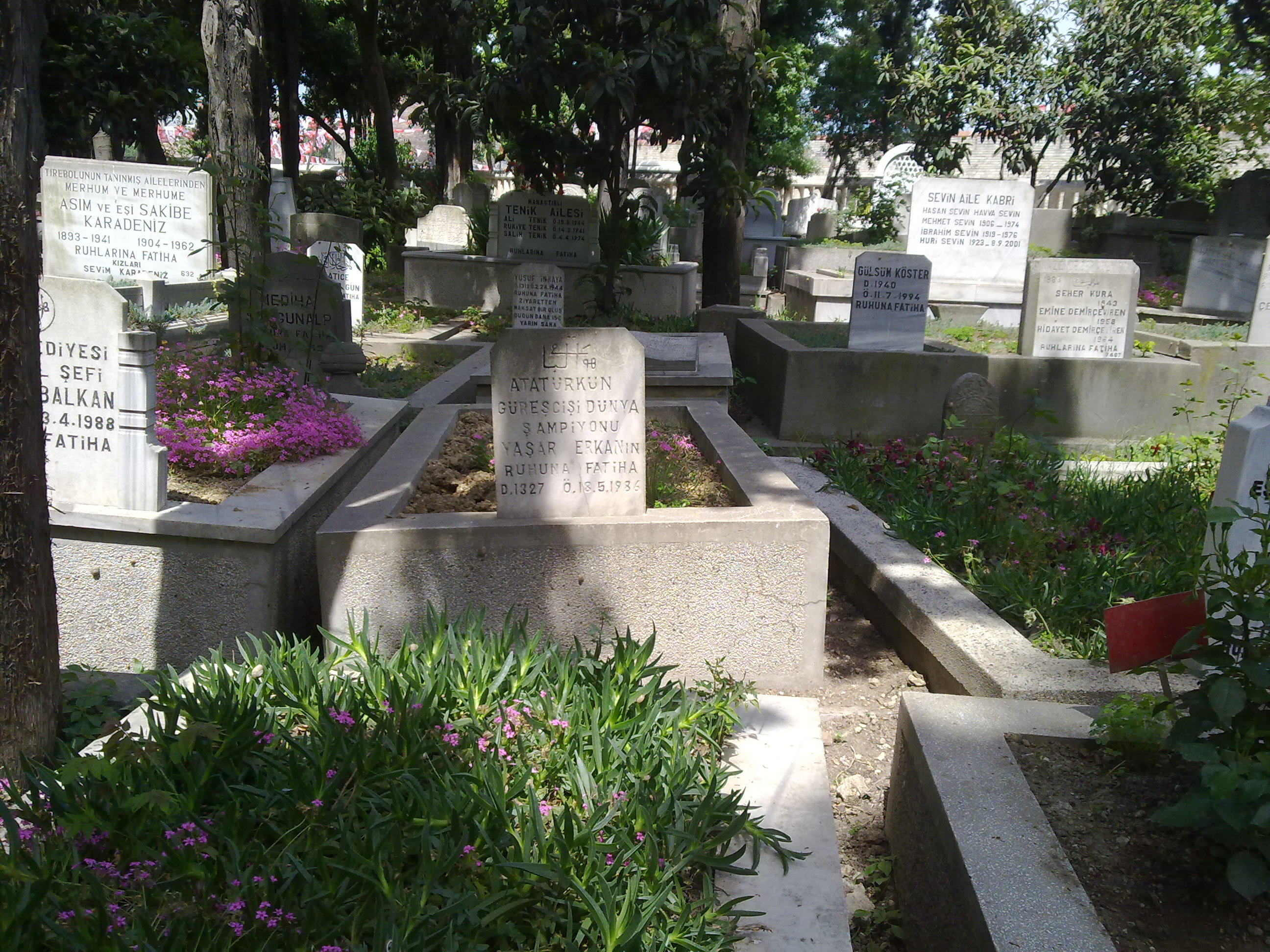
메르케제펜디 묘지에 있는 에르칸의 묘